# Раймлинген
Раймлинген (нем. Reimlingen) — община в Германии, в земле Бавария. 
Подчиняется административному округу Швабия. Входит в состав района Донау-Рис.  Население составляет 1338 человек (на 31 декабря 2010 года). Занимает площадь 9,54 км².